# 小墾田猪手
小墾田 猪手（おはりた の いて）は、飛鳥時代の人物。姓はなし。672年の壬申の乱で、都を脱出した大津皇子に同行した。

## 出自
猪手は、蘇我稲目の後裔とする小墾田臣の一族とされる。なお、猪手を蘇我稲目の孫にあたる荒熊子の子とする系図がある。

## 経歴
壬申の乱の勃発時、猪手は近江大津宮がある大津にいたらしい。大海人皇子が挙兵を決めたとき、その子・高市皇子と大津皇子は敵の本拠である大津を脱し、二手に分かれて父のあとを追った。このうち大津皇子の一行は25日深夜に伊勢国の鈴鹿関に到達し、翌朝朝明郡の迹太川の辺で合流を果たした。小墾田猪手はこの一行の中にいた。ともに朝明郡に辿り着いたのは、大分恵尺、難波三綱、駒田忍人、山辺安摩呂、埿部眡枳、大分稚臣、根金身、漆部友背であった。この後の内戦で小墾田猪手が果たした活動については記録がなく、戦死したと考えられる。